# Sophie de Boer
Sophie de Boer (Drachten, 12 december 1990) is een Nederlands voormalig veldrijdster. Ze was prof van 2008 tot 2021.

## Biografie
In haar beginjaren wist ze enkele ereplaatsen te veroveren. Zo behaalde ze in 2009 de derde plaats in de Koppenbergcross en een jaar later ook de derde plaats in Gavere. Het dichtst bij een overwinning kwam ze in het seizoen 2010-2011, tijdens de cross van Essen moest ze enkel Marianne Vos voor zich dulden. Ook stond ze dat seizoen voor het eerst op het podium van het Nederlands kampioenschap achter Vos en Van den Brand. Een seizoen later moest ze in Ruddervoorde vrede nemen met een tweede plek en nog een jaar later werd ze derde in Hamme.
Haar eerste overwinning boekte ze in het seizoen 2014-2015. Tijdens de GP Mario De Clercq te Ronse wist ze na een lang gevecht de Britse Helen Wyman af te houden. Twee weken later won ze de Koppenbergcross. Op 24 januari 2016 won ze de wereldbekerwedstrijd in het Noord-Brabantse Hoogerheide. In het seizoen 2016-2017 won ze de Cross Vegas en tevens het eindklassement in de wereldbeker. In januari 2018 stopte ze voortijdig haar veldritseizoen wegens oververmoeidheid en overtraindheid.
In de zomer is De Boer ook actief op de weg. Zo reed ze al tweemaal de Waalse Pijl, in 2013 mocht ze met de Nederlandse selectie starten bij de Ronde van Vlaanderen, in 2010 reed ze de Tour de l'Ardèche, in 2013 de Giro Rosa en in 2015, 2016 en 2017 de Thüringen Rundfahrt.

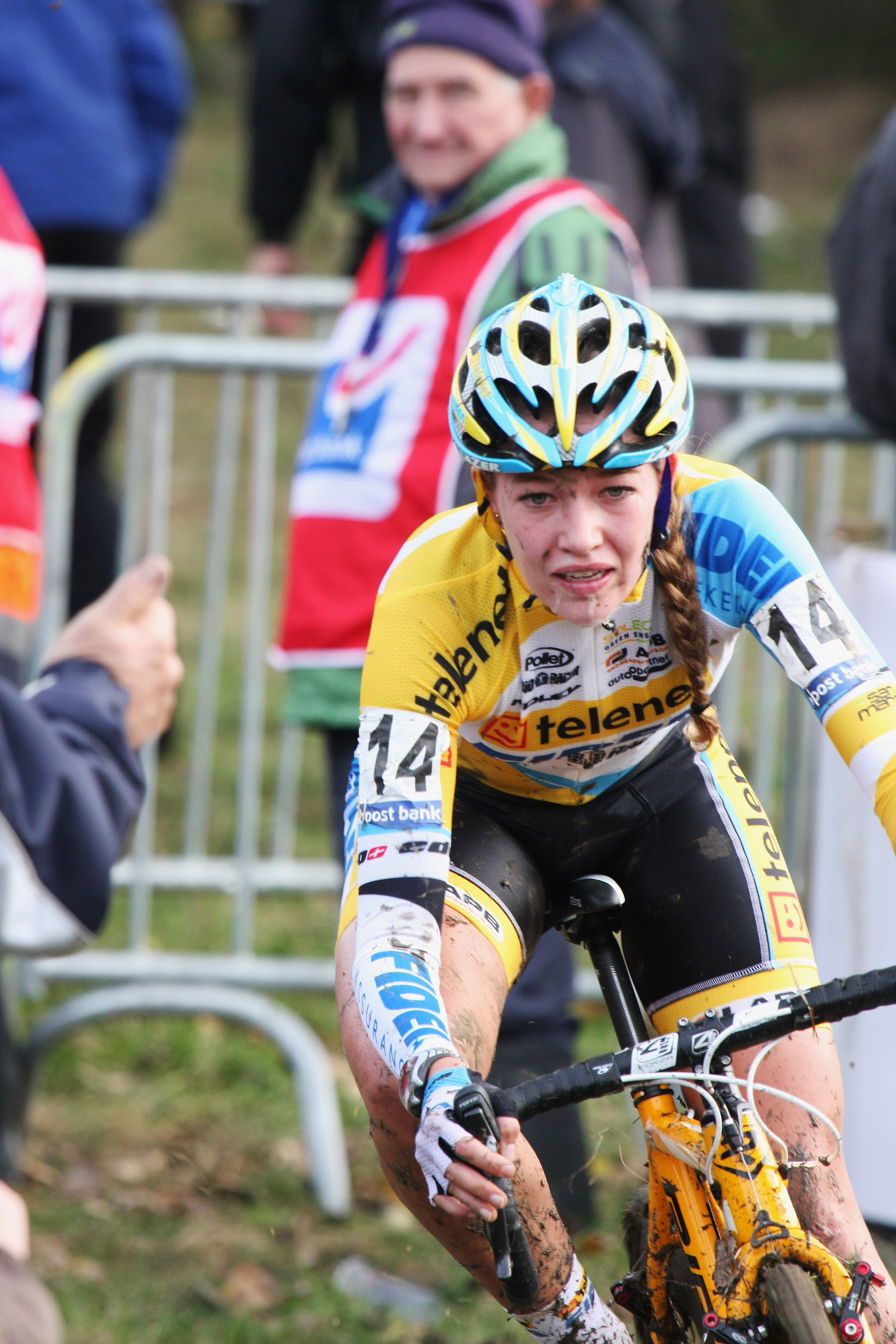
De Boer bij Telenet-Fidea in 2013

De Boer reed voor de ploegen Merida, Telenet-Fidea en Kalas-H.Essers-NNOF. In 2017 en 2018 had De Boer een eigen privésponsor Breepark. Ze reed vanaf 2014 de wegwedstrijden voor Parkhotel Valkenburg en vanaf 2019 reed ze ook voor deze ploeg in het veld. In oktober 2021 maakte ze bekend te stoppen met veldrijden. Door rugproblemen behaalde de Boer de laatste seizoenen niet meer haar niveau van voorheen.

## Palmares

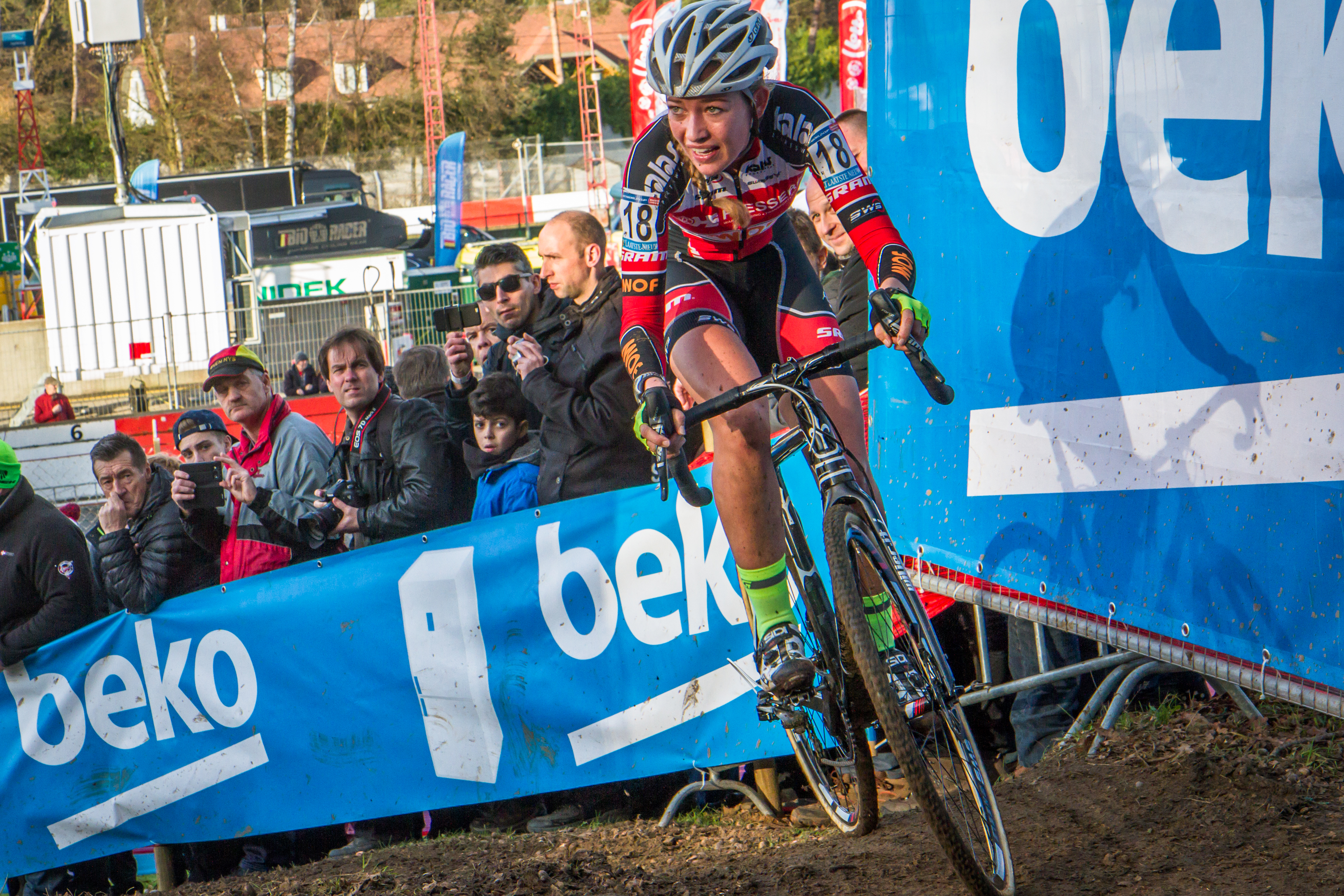
Sophie de Boer in Zolder 2015.

### Veldrijden

#### Resultatentabel elite

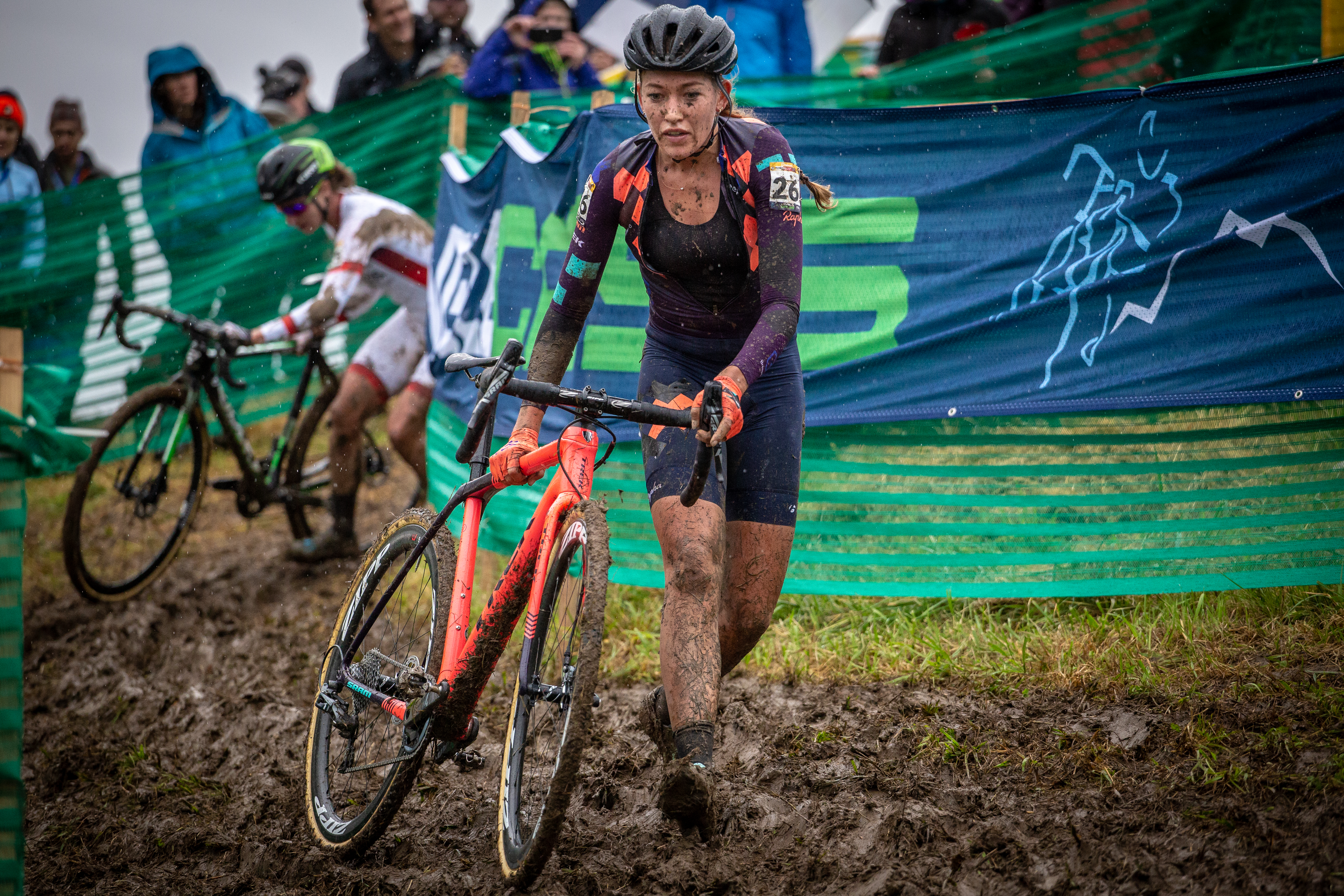
De Boer in de Jingle Cross 2018

| Seizoen   |     | WK  | EK   | NK  |     | Klassementen | Klassementen | Klassementen | Klassementen |       | UCI- ranking |    | Podia | Podia | Podia | Aantal crossen |
| Seizoen   | WB  | WK  | EK   | NK  | SP  | Trofee       | EKZ          | Goud         | Zilver       | Brons | UCI- ranking |    |       |       |       | Aantal crossen |
| --------- | --- | --- | ---- | --- | --- | ------------ | ------------ | ------------ | ------------ | ----- | ------------ | -- | ----- | ----- | ----- | -------------- |
| 2008-2009 |     | –   | –    | 14e |     | –            |              | 52e          |              |       | 187e         |    | –     | –     | –     | 7              |
| 2009-2010 | 29e | 21e | 5e   | 18e | 7e  | 22e          | –            | –            | 1            | 16    |              |    |       |       |       |                |
| 2010-2011 | 11e | 6e  | 5e   | 11e | 8e  | 12e          | –            | –            | 2            | 17    |              |    |       |       |       |                |
| 2011-2012 | 7e  | 4e  | ↑    | 12e | –   | 11e          | –            | 2            | 3            | 27    |              |    |       |       |       |                |
| 2012-2013 | –   | 9e  | –    | 30e | 10e | 44e          | –            | 1            | –            | 8     |              |    |       |       |       |                |
| 2013-2014 | DNF | 4e  | ↑    | 9e  | 9e  | 10e          | –            | 2            | 2            | 26    |              |    |       |       |       |                |
| 2014-2015 | 10e | 14e | ↑    | 5e  | –   | –            | 7e           | 3            | 3            | 5     | 24           |    |       |       |       |                |
| 2015-2016 | 4e  | 8e  | 4e   | 6e  | 10e | 7e           | –            | 8e           | 2            | 3     | 1            | 22 |       |       |       |                |
| 2016-2017 | DNF | 8e  | ↑    | ↑   | ↑   | 6e           | –            | Brons        | 6            | 6     | 7            | 33 |       |       |       |                |
| 2017-2018 | –   | –   | –    | 10e | 12e | 17e          | –            | 20e          | –            | 1     | 2            | 16 |       |       |       |                |
| 2018-2019 | 9e  | –   | 5e   | 14e | –   | 17e          | –            | 23e          | –            | –     | –            | 23 |       |       |       |                |
| 2019-2020 | –   | 15e | 11e  | 52e | –   | 58e          | –            | 134e         | –            | –     | –            | 10 |       |       |       |                |
| 2020-2021 | 31e | 13e | Afg. | 25e | –   | 39e          | 8e           | –            | –            | –     | –            | 17 |       |       |       |                |
| Totaal    |     | –   | –    | –   |     | 1            | –            | –            | –            |       | –            |    | 11    | 18    | 23    | 246            |

#### Overwinningen elite
| Nr. | Seizoen   | Datum             | Veldrit                               | Cat. | Wedstrijdserie         |
| --- | --------- | ----------------- | ------------------------------------- | ---- | ---------------------- |
| 1.  | 2014-2015 | 12 oktober 2014   | GP Mario De Clercq, Ronse             | C1   | Bpost bank trofee (#1) |
| 2.  | 2014-2015 | 1 november 2014   | Koppenbergcross, Melden               | C1   | Bpost bank trofee (#2) |
| 3.  | 2014-2015 | 20 december 2014  | Noordvlees Van Gool Cyclocross Essen  | C1   | Bpost bank trofee (#3) |
| 4.  | 2015-2016 | 3 januari 2016    | Cyclocross Leuven, Leuven             | C1   | Soudal Classics (#1)   |
| 5.  | 2015-2016 | 24 januari 2016   | GP Adrie van der Poel, Hoogerheide    | CDM  | Wereldbeker (#1)       |
| 6.  | 2016-2017 | 21 september 2016 | Cross Vegas, Las Vegas                | CDM  | Wereldbeker (#2)       |
| 7.  | 2016-2017 | 1 oktober 2016    | Grote Prijs Neerpelt, Neerpelt        | C2   | Soudal Classics (#2)   |
| 8.  | 2016-2017 | 6 november 2016   | Cyclocross Ruddervoorde, Ruddervoorde | C1   | Superprestige (#1)     |
| 9.  | 2016-2017 | 12 november 2016  | Grote Prijs van Brabant, Rosmalen     | C1   | Overige (#1)           |
| 10. | 2016-2017 | 11 december 2016  | Druivencross, Overijse                | C1   | Overige (#2)           |
| 11. | 2016-2017 | 5 februari 2017   | Vlaamse Aardbeiencross, Hoogstraten   | C1   | Superprestige (#2)     |